# Zjadacz węży 3
Zjadacz węży 3 (tytuł oryg. Snake Eater III: His Law) – kanadyjski film sensacyjny, powstały w 1992 roku na motywach noweli W. Glenna Duncana. Drugi, ostatni sequel Zjadacza węży (1989).

## Obsada
- Lorenzo Lamas – Jack Kelly/SnakeEater
- Minor Mustain – Cowboy
- Tracey Cook (w czołówce jako Tracy Cook) – Hildy Gardener
- Holly Chester – Fran
- Tracey Hway (w czołówce jako Tracy Hway) – Vivian